# Metroplaza Towers
MetroPlaza (en chino tradicional, 新都會廣場), también escrito Metroplaza y Metro Plaza, es un complejo de rascacielos situado en el distrito Kwai Chung de Nuevos Territorios en Hong Kong, China. El complejo contiene dos torres situadas por encima del centro comercial Metroplaza: MetroPlaza Tower 1 y MetroPlaza Tower 2. MetroPlaza Tower 2 es la más alta de las dos, con 47 plantas y 209 metros (686 pies) hasta su logo y su aguja decorativa. El edificio fue completado en 1992. Fue diseñado por la firma arquitectónica Wong Tung & Partners, y promovido por Sun Hung Kai Properties. MetroPlaza Tower 2, que es el 41.er edificio más alto de Hong Kong, se compone enteramente de espacio de oficinas. El edificio es un ejemplo de arquitectura postmoderna.
MetroPlaza Tower 1 tiene la misma altura de azotea y el mismo número de plantas que MetroPlaza Tower 2, pero es notablemente más baja debido a la ausencia de aguja; el edificio ni siquiera se clasifica entre los 100 más altos de la ciudad. Tiene 47 plantas y 174 metros (571 pies) de altura.